# 4518 Райкін
4518 Райкін (4518 Raikin) — астероїд головного поясу, відкритий 1 квітня 1976 року.
Тіссеранів параметр щодо Юпітера — 3,564.